# 底辺

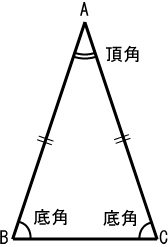
二等辺三角形の底辺BC

底辺（ていへん）は、多角形などの「底部」にある辺である。
ただし、図形に絶対的な上下はないので、紙面や画面上での向きとは無関係に、計算などに便利なように底辺を選ぶことができる。通常は、そうして選んだ底辺が下になるように作画する。
また、底辺を使って定義される量に、高さがある。平面図形の高さは、図形に属する点と底辺との距離の最大値である。したがって、底辺の選び方によって高さも変わりうる（変わらないこともある）。
なお、立体図形で底辺に対応する概念は、底面である。

## 底辺の例
三角形
任意の辺を底辺とすることができる。底辺とそれに対する頂点との距離が高さで、「底辺（の長さ）×高さ÷2」で面積が求まる。
二等辺三角形
任意の辺を底辺とすることができるが、特に断らなければ、等しい2辺以外の3本目の辺を底辺とする。
直角三角形
任意の辺を底辺とすることができるが、特に断らなければ、直角をなす2辺の片方を底辺とする。
平行四辺形
任意の辺を底辺とすることができる。底辺とそれに平行な辺との距離が高さで、「底辺×高さ」で面積が求まる。
台形
平行な2辺のそれぞれを「上の底辺」「下の底辺」の意味で上底・下底と呼ぶ（他の辺を底辺とすることも原理上は可能だがまずない）。上底と下底の距離が高さで、「（上底+下底）×高さ÷2」で面積が求まる。
角柱・角錐・角錐台
底面の辺を底辺と呼ぶ。

## 比喩表現
階層構造を三角形で表現する習慣から、階層構造の最下層のことを底辺と呼ぶ。「社会の底辺」、「底辺労働者」、「底辺校」など。